# Saint-Michel-de-Chavaignes
Saint-Michel-de-Chavaignes ist eine französische Gemeinde mit 740 Einwohnern (Stand: 1. Januar 2022) im Département Sarthe in der Region Pays de la Loire. Sie gehört zum Arrondissement Mamers und zum Kanton Saint-Calais (bis 2015: Kanton Bouloire). Die Einwohner werden Chavaignais genannt.

## Geographie
Saint-Michel-de-Chavaignes liegt etwa 29 Kilometer östlich von Le Mans um Ufer des kleinen Flusses Dué, der hier auch noch Nogue genannt wird. Umgeben wird Saint-Michel-de-Chavaignes von den Nachbargemeinden Dollon im Norden und Osten, Coudrecieux im Süden und Südosten, Bouloire im Süden und Südwesten, Le Breil-sur-Mérize im Westen sowie Thorigné-sur-Dué im Westen und Nordwesten.

## Bevölkerungsentwicklung
| Jahr                      | 1962 | 1968 | 1975 | 1982 | 1990 | 1999 | 2006 | 2013 |
| Einwohner                 | 902  | 817  | 748  | 682  | 702  | 740  | 750  | 772  |
| Quelle: Cassini und INSEE |      |      |      |      |      |      |      |      |

## Sehenswürdigkeiten
- Kirche Saint-Michel, seit 1952 Monument historique
- Schloss Lassay aus dem 18. Jahrhundert

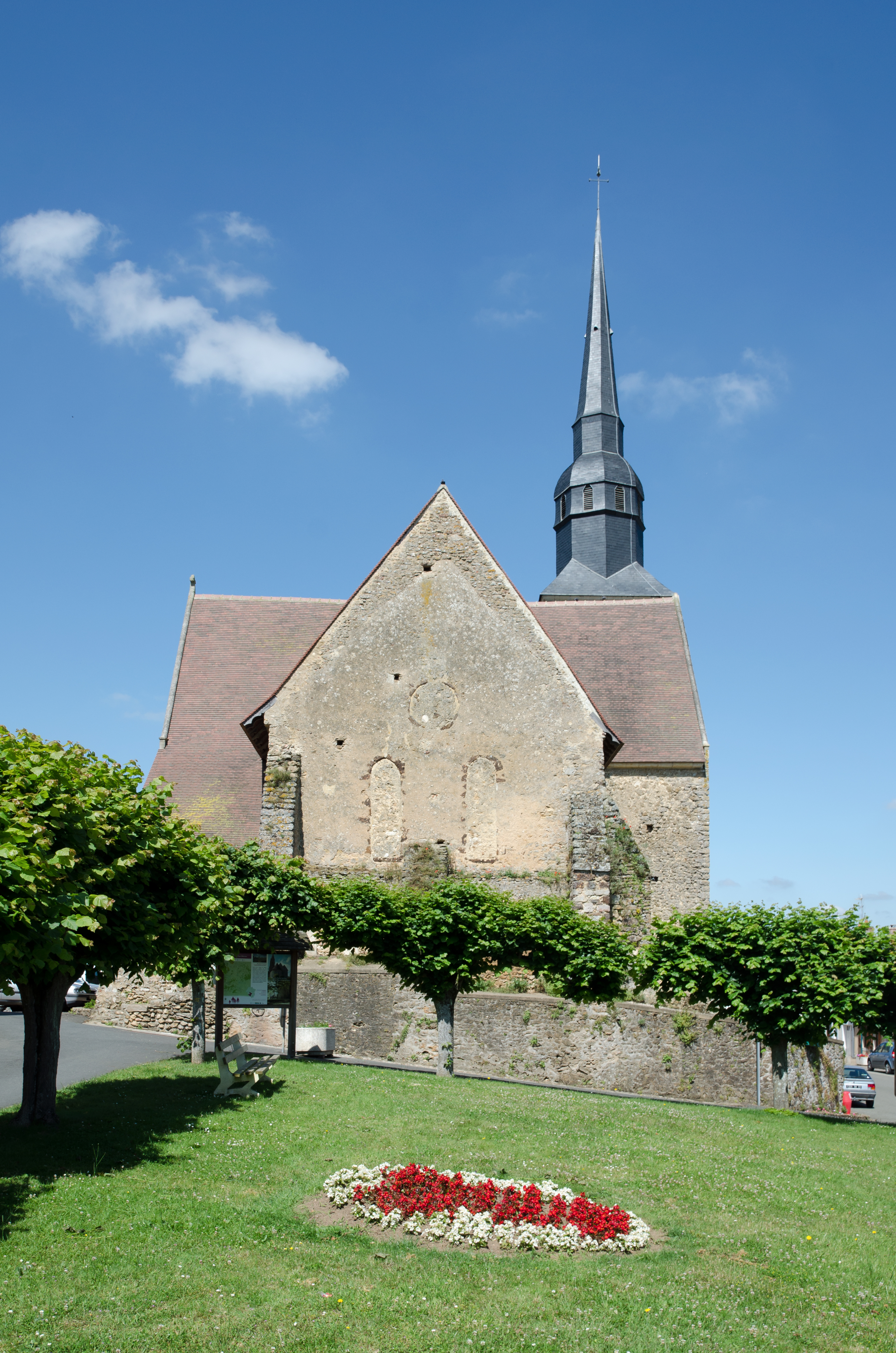
Kirche Saint-Michel
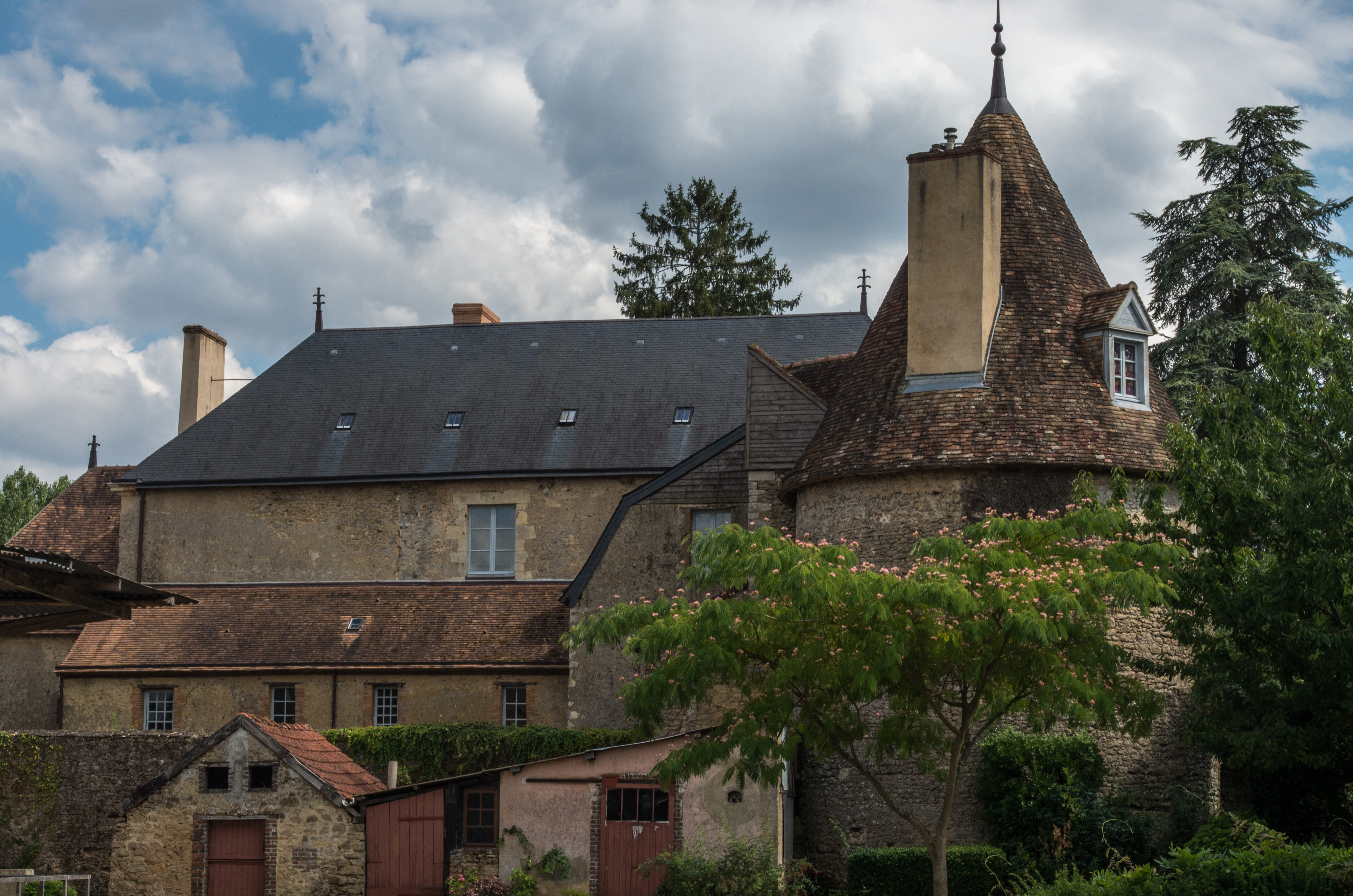
Schloss Lassay

## Persönlichkeiten
- Hélène Bertaux (1825–1909), Bildhauerin